# Jicamarca
Jicamarca es una localidad ubicada en el distrito de San Antonio de Chaclla, en la provincia de Huarochirí, departamento de Lima, Perú. La comunidad campesina está a un promedio de 3500 metros de altura s.n.m. y   comprende 100,000 hectáreas, estando dividida en el pueblo matriz y 24 anexos. Hay una confusión muy generalizada donde se llama a los diversos anexos de esta comunidad como Jicamarca, ubicados dentro de la jurisdicción de diferentes distritos. Por ejemplo, el anexo 22 perteneciente al distrito de San Juan de Lurigancho o el anexo 8 al distrito de Lurigancho-Chosica, ambos distritos pertenecientes a la provincia de Lima. Un problema acuciante es el conflicto limítrofe que tienen los distritos de San Juan de Lurigancho y San Antonio de Chaclla por el anexo 22 de la comunidad campesina de Jicamarca. 
El problema surge a partir de que las leyes de creación de ambos distritos no son exactas al hablar de sus límites. Si se tiene en cuenta, que la ley de creación del distrito de San Juan de Lurigancho (N.° 16382) es de 1967, y la del distrito de San Antonio de Chaclla (N.° 10161) es de 1945, se puede entender la imprecisión a la hora de fijar los límites. En esos tiempos, no se usaba la delimitación satelital. Es por ello, que en el artículo 2 de la Ley N.° 10161, se afirma que: “el distrito creado por la presente ley está formado por los pueblos de Chaclla, Jicamarca, Collata y Vicas y sus límites serán los de la línea de contorno de conjunto de dichos pueblos”. Esta ley deja una serie de interrogantes. Asimismo, no menciona la condición de comunidad campesina de estos pueblos ni la extensión de estos. Por otro lado, el artículo 3 de la Ley N.° 16382 es algo más exacta, y afirma que los límites de San Juan de Lurigancho están dados  “(…) por el Este, la margen derecha del río Rímac y la divisoria de los cerros Pedreros y Campoy, el Norte, la cadena de cerros Canto Grande hasta la cumbre de los cerros Mata Caballo Grande, Mata Caballo Chico y Mangomarca hasta la quebrada Vizcachera en el límite de la hacienda Campoy  y con la hacienda Pedreros(…)”. Es así, que los límites del distrito de San Juan de Lurigancho están dados por las cumbres y divisorias de los cerros. Por lo tanto, a pesar de no contar con la exactitud de brindar coordenadas, se puede deducir que la jurisdicción de San Juan de Lurigancho llega a toda la parte plana y las laderas de los cerros que miran hacia el interior de la quebrada. En otras palabras, el distrito de San Juan de Lurigancho es todo lo que se ubica dentro de la quebrada Canto Grande y sus quebradas interiores como la de Mangomarca.
En cuanto a los anexos, estos son propiedad de la comunidad campesina. Sin embargo, esto no significa que sean parte de la jurisdicción de la municipalidad de San Antonio de Chaclla, sino que -- como se ha dicho -- la propiedad comunal está repartida en diferentes jurisdicciones distritales. Es así que el anexo 8 estaría en la jurisdicción del distrito de Lurigancho-Chosica y el anexo 22 en la del distrito de San Juan de Lurigancho. Además, la RENIEC ha permitido que los vecinos del lugar saquen su DNI con dirección en Huarochirí. Esto ha generado que haya quienes crean que esto es suficiente para declarar ese anexo como parte del distrito de San Antonio de Chaclla; sin embargo, no se tiene en cuenta que la Presidencia del Concejo de Ministros y el Congreso de la República son los dos únicos entes estatales capaces de definir los límites de las provincias y distritos, y estos no han demarcado ni oficializado el pedido unilateral de Huarochirí. Es decir, se deberían cambiar las leyes de creación de ambos distritos para que el anexo 22 pase finalmente a San Antonio de Chaclla. 

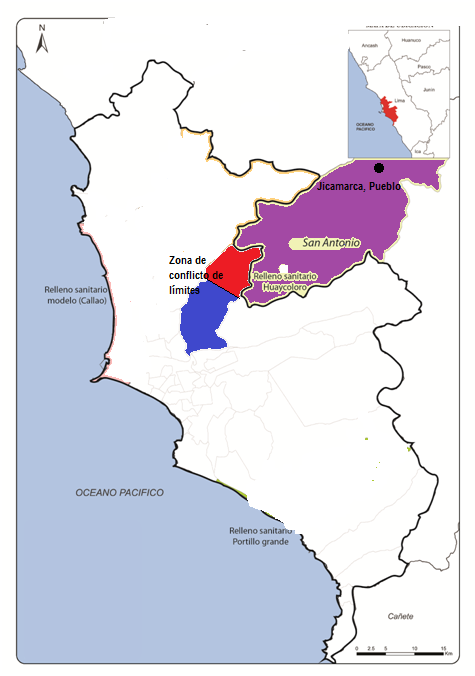
En morado, la localización del pueblo matriz de Jicamarca, en el distrito de San Antonio de Chaclla. Y en rojo, el territorio del anexo 22, cuyo anexo perdería el distrito San Juan de Lurigancho, en caso de que la PCM y el Congreso su paso a Huarochirí.

Desde tiempos inmemoriales, los habitantes de Jicamarca se han dedicado al pastoreo. En la época anterior al período español, se dedicaban a la cría de camélidos. Y desde la época del virreinato peruano, se dedicaron a pastorear ganado caprino (que fue introducido por los españoles). Para ello, disponen de pastos naturales estacionales en dos sectores complementarios de su vasto ámbito geográfico: Alturas y lomas.
Inscrito a favor la Comunidad de Jicamarca en la Partida N.° 11049870 del Registro de Predios de Lima.
En julio de 2010, los anexos 8 y 22 de esta comunidad fueron ilegalmente declarados como parte de la jurisdicción de la provincia de Huarochirí, cuando en realidad el anexo 8 estaría en la jurisdicción del distrito de Lurigancho-Chosica y el anexo 22 en la del distrito de San Juan de Lurigancho. Esto sería así, ya que la Presidencia del Concejo de Ministros y el Congreso de la República, son los dos únicos entes capaces de definir los límites de las provincias y distritos. Por lo tanto, estos no han demarcado ni oficializado el pedido unilateral de Huarochirí; puesto que, solamente está basado por Ordenanzas Municipales que van en contra de la legalidad, ya que las provincias no pueden delimitar territorios como se les antoje .
El pueblo Matriz de Jicamarca fue declarado monumento histórico del Perú, el 3 de junio de 1991, mediante el R.J.N.º 782-91-INC/T.